# Blachea xenobranchialis
Blachea xenobranchialis är en fiskart som beskrevs av Sigmund Karrer och Smith, 1980. Blachea xenobranchialis ingår i släktet Blachea och familjen havsålar. Inga underarter finns listade.